# Granacki Staw
Granacki Staw (słow. Szontaghovo pleso, niem. Szontaghsee, węg. Szontagh-tó) – staw położony na wysokości 2034 m n.p.m., w górnych partiach Doliny Sławkowskiej, w słowackich Tatrach Wysokich. Pomiary pracowników TANAP-u z lat 60. XX w. wykazują, że ma on powierzchnię 0,327 ha i wymiary 90 × 57 m. Nieco na zachód od niego znajduje się drugi, mniejszy stawek doliny zwany Granackim Okiem. Do Granackiego Stawu nie prowadzą żadne znakowane szlaki turystyczne, nie jest on dostępny dla turystów.
Polska nazwa odnosi się do Granatów Wielickich, natomiast słowacka, niemiecka i węgierska upamiętniają Miklósa Szontagha.
Granacki Staw otaczają:
- od północnego zachodu Staroleśny Szczyt,
- od zachodu Granaty Wielickie,
- od północnego wschodu Warzęchowe Turnie.